# عارف أباد (دشتياري)
عارف أباد (بالفارسية: عارف‌آباد) هي قرية تقع في قسم نغور الريفي (مقاطعة تشابهار) في إيران. يقدر عدد سكانها بـ 2142 نسمة بحسب إحصاء 2016.